# Zealanapis armata
Zealanapis armata är en spindelart som först beskrevs av Forster 1951.  Zealanapis armata ingår i släktet Zealanapis och familjen Anapidae. Inga underarter finns listade i Catalogue of Life.